# Jörg Lucke
Pour les articles homonymes, voir Lucke.
Jörg Lucke (né le 7 janvier 1942 à Berlin) est un rameur est-allemand.
Il est champion olympique en 1968, en deux sans barreur, et en 1972, en deux barré, pour la RDA.

## Carrière
Jörg Lucke fait ses débuts en 1956 en section d'aviron du SC Einheit Berlin devenu plus tard le SV Berlin-Grünau. En 1961, il a été le premier champion du RDA sur le huit. Globalement Lucke a remporté dix titres de champion de RDA, le dernier titre en 1975 en deux barré..
Lors des Championnats du monde de 1966, il termine 3e du huit avec notamment Heinz-Jürgen Bothe. Toujours avec Bothe, Lucke se qualifie en deux sans barreur pour les Jeux olympiques de 1968 à Mexico. Sur le parcours de la régate olympique de Xochimilco les deux remportent le titre avec 0,15 secondes d'avance sur le bateau des États-Unis. Après le Championnat d'Europe en 1969, lorsque les deux coxed quatre d'argent étaient derrière le quatuor ouest-allemand au lac de Constance, Bothe met fin à sa carrière.